# Sükösd
Sükösd (kroatiska: Čikuzda) är en ort (större by) i provinsen Bács-Kiskun i södra Ungern. Orten har 3 359 invånare (2024), på en yta av 94,18 km². Den ligger cirka 12,5 kilometer norr om Baja.